# 항구의 왼손잡이
"항구의 왼손잡이"는 한국에서 제작된 강범구 감독의 1971년 영화이다. 박노식 등이 주연으로 출연하였고 정진우 등이 제작에 참여하였다.

## 출연

### 주연
- 박노식
- 최지희